# Karl Edler von Ballarini
Karl Edler von Ballarini (tudi Carl Edler von Ballarini), avstrijski general, * 1788, † 8. maj 1848.

## Življenjepis
Med letoma 1835 in 1842 je bil Ballarini poveljnik 9. dragonskega polka.

## Pregled vojaške kariere
Napredovanja
- generalmajor: 7. marec 1842